# Theodoros Kontidis
Theodoros Kontidis (Grieks: Θεόδωρος Κοντίδης) (Thessaloniki, 11 maart 1956) is een Grieks geestelijke en aartsbisschop van de Rooms-Katholieke Kerk.
Kontidis werd op 9 oktober 1988 priester voor de jezuïeten gewijd en promoveerde aan de Pauselijke Universiteit Gregoriana.
Op 14 juli 2021 werd hij aartsbisschop van Athene, alsook apostolisch administrator van het aartsbisdom Rhodos.